# История версий Java SE
Версии
| Версия           | Дата выпуска  | Конец бесплатной поддержки | Конец LTS     |
| ---------------- | ------------- | --- | ------------- |
| JDK Beta         | декабрь 1995  | неизвестно | неизвестно    |
| JDK 1.0          | январь 1996   | неизвестно | неизвестно    |
| JDK 1.1          | февраль 1997  | неизвестно | неизвестно    |
| J2SE 1.2         | декабрь 1998  | неизвестно | неизвестно    |
| J2SE 1.3         | май 2000      | неизвестно | неизвестно    |
| J2SE 1.4         | февраль 2002  | октябрь 2008 | февраль 2013  |
| J2SE 5.0         | сентябрь 2004 | ноябрь 2009 | апрель 2015   |
| Java SE 6        | декабрь 2006  | апрель 2013 | декабрь 2018  |
| Java SE 7        | июль 2011     | апрель 2015 | июль 2022     |
| Java SE 8 (LTS)  | март 2014     | - Январь 2019 (коммерческая лицензия Oracle) - Декабрь 2020 (лицензия для персонального использования Oracle) - Сентябрь 2023 (для AdoptOpenJDK) | март 2025     |
| Java SE 9        | сентябрь 2017 | Март 2018 (OpenJDK) | −             |
| Java SE 10       | март 2018     | Сентябрь 2018 (OpenJDK) | −             |
| Java SE 11 (LTS) | сентябрь 2018 | Сентябрь 2022 | сентябрь 2026 |
| Java SE 12       | март 2019     | Сентябрь 2019 | −             |
| Java SE 13       | сентябрь 2019 | Март 2020 | −             |
| Java SE 14       | март 2020     | Сентябрь 2020 |               |
| Java SE 15       | сентябрь 2020 | Март 2021 |               |
| Java SE 16       | март 2021     | Сентябрь 2021 (OpenJDK) |               |
| Java SE 17 (LTS) | сентябрь 2021 | Сентябрь 2030 |               |

## JDK 1.0 (23 января 1996)
Первый выпуск. Первой стабильной версией стала JDK 1.0.

## JDK 1.1 (19 февраля 1997)
Наиболее значимые дополнения:
- обширное изменение событий библиотеки AWT
- в язык добавлены внутренние классы
- JavaBeans (классы в языке Java, написанные по определённым правилам. Они используются для объединения нескольких объектов в один для удобной передачи данных)
- JDBC (соединение с базами данных) — платформенно-независимый промышленный стандарт взаимодействия Java-приложений с различными СУБД
- RMI (программный интерфейс вызова удаленных методов)
- ограниченная рефлексия (модификация во время выполнения невозможна, есть только наблюдение собственной структуры)

## J2SE 1.2 (8 декабря 1998)
Кодовое имя Playground.
Следующей базовой версией Java стала версия Java 2, символизировавшая собой второе поколение. Первой версии Java 2 был присвоен номер 1.2. С появлением версии 2, SUN Microsystems стала выпускать Java в виде пакета J2SE (Java 2 Platform Standard Edition — Стандартная версия платформы Java 2) и теперь номера версий указываются применительно к этому продукту.
Java 2, или Java 2.0 — дальнейшее развитие и усовершенствование спецификации исходного стандарта языка и платформы Java, на который теперь принято ссылаться как на Java 1.0. В настоящее время спецификация платформы Java 2 продолжает интенсивно развиваться и обогащаться, пополняясь новыми возможностями, особенно из-за конкуренции с платформой .Net, перенявшей у Java ряд ключевых особенностей.
Основными усовершенствованиями Java 2 по сравнению с Java 1.0 являются:
- Swing включен в спецификацию платформы Java 2
- Коллекции
- Policy файлы
- Цифровые сертификаты пользователя
- Библиотека Accessibility
- Java 2D
- Поддержка технологии drag-and-drop
- Полная поддержка Unicode, включая поддержку ввода на японском, китайском и корейском языках
- Поддержка воспроизведения аудиофайлов нескольких популярных форматов
- Полная поддержка технологии CORBA
- Включение в JDK для Java 2 JIT-компилятора, улучшенная производительность
- Усовершенствования инструментальных средств JDK, включая поддержку профилирования Java-программ

## J2SE 1.3 (8 мая 2000)
Кодовое имя Kestrel.

## J2SE 1.4 (6 февраля 2002)
Кодовое имя Merlin.

## J2SE 5.0 (30 сентября 2004)
Кодовое имя Tiger.
Спецификация Java 5 была выпущена в сентябре 2004 года. В данной версии разработчики внесли в язык целый ряд принципиальных дополнений:
- Перечислимые типы (enum). Ранее отсутствовавшие в Java типы оформлены по аналогии с C++, но при этом имеют ряд дополнительных возможностей.
  - Перечислимый тип является полноценным классом Java, то есть может иметь конструктор, поля, методы, в том числе скрытые и абстрактные.
  - Перечисление может реализовывать интерфейсы.
  - Для перечислений имеются встроенные методы, дающие возможность получения значений типа по имени, символьных значений, соответствующих именам, преобразования между номером и значением, проверки типа на то, что он является перечислимым.
- Аннотации — возможность добавления в текст программы метаданных, не влияющих на выполнение кода, но допускающих использование для получения различных сведений о коде и его исполнении. Одновременно выпущен инструментарий для использования аннотированного кода. Одно из применений аннотаций — упрощение создания тестовых модулей для Java-кода.
- Средства обобщённого программирования (generics) — механизм, аналогичный Eiffel (позже также появились и в C#, принципиально отличаются от шаблонов C++), дающий возможность создавать классы и методы с полями и параметрами произвольного объектного типа. С использованием данного механизма реализованы новые версии коллекций стандартной библиотеки Java.
- Методы с неопределённым числом параметров.
- Autoboxing/Unboxing — автоматическое преобразование между скалярными типами Java и соответствующими типами-обёртками (например, между int и Integer). Наличие такой возможности упрощает код, поскольку исключает необходимость в выполнении явных преобразований типов в очевидных случаях.
- Разрешён импорт статических методов и переменных.
- В язык введён цикл по коллекции объектов (итератор, foreach).

## Java SE 6 (11 декабря 2006)
Кодовое имя Mustang.

## Java SE 7 (7 июля 2011)
Java 7 (кодовое имя Dolphin) это крупное обновление Java.. Процесс разработки был разбит на 13 этапов; последний этап был достигнут 18 февраля 2011.
Новые возможности в Java 7
- Поддержка виртуальной машиной динамических языков в рамках Мультиязыковой виртуальной машины
- Сжатые 64-битные указатели[10] Доступны в Java 6 с параметром -XX:+UseCompressedOops
- Изменения в рамках Project Coin.[11][12] Возможности, включенные в Project Coin:

- Строки в switch
- Автоматическое управление ресурсами
- Выведение типов при создании экземпляра обобщённого (generic) класса
- Упрощен вызов метода с переменным числом аргументов
- Поддержка подчеркиваний в качестве разделителей цифр для чисел (Возможность разбивать визуально числа на разряды, увеличивает удобочитаемость)
- Поддержка коллекций на уровне языка

- Средства для параллельного исполнения в рамках JSR 166[18]
- Новая библиотека Ввода-вывода для улучшения платформонезависимости и поддержки метаданных и символьных ссылок. Пакеты: java.nio.file и java.nio.file.attribute[19][20]
- Поддержка алгоритмов эллиптической криптографии на уровне библиотеки.
- XRender для Java 2D, улучшающий управление возможностями современных GPU
- Новое графическое API, которое планировали выпустить в Java версии 6u10
- Расширение поддержки сетевых протоколов (включая SCTP и Sockets Direct Protocol) на уровне библиотеки
- Обновления в XML и Юникоде.

От Лямбда-функции, проекта Jigsaw и некоторых других возможностей проекта Coin в Java 7 было решено отказаться. Они будут отложены до Java 8.

### Обновления Java SE 7
| Релиз               | Дата релиза        | Изменения |
| ------------------- | ------------------ | --- |
| Java SE 7 Update 1  | 18 октября 2011 г. | Данный релиз содержит: - исправления уязвимостей безопасности - исправлено 6 ошибок |
| Java SE 7 Update 2  | 12 декабря 2011 г. | Данный релиз содержит: - Новый JVM (Java HotSpot Virtual Machine, версия 22), который повышает надёжность и производительность - Поддержка Oracle Solaris 11 - Поддержка Firefox 5 и старше - JavaFX входит в состав Java SE |
| ...                 |                    | |
| Java SE 7 Update 80 | 14 апреля 2015 г.  | Данный релиз содержит: - исправления уязвимостей безопасности - исправлено 104 ошибки Это последний выпущенный общедоступный релиз Java SE 7                                                                                 |

## Java SE 8 (18 марта 2014)
Вышла 18 марта 2014 года.
Новые возможности в Java 8 
- Лямбда-выражения и аннотация @FunctionalInterface
- Возможность наличия у метода интерфейса реализации по умолчанию
- Аннотации типов
- JavaScript-движок Nashorn
- Base64 декодер (java.util.Base64)
- Date & Time API (java.time)
- Stream API – Возможность выполнения последовательности операций над элементами массива, а также возможность производить их параллельно (parallelStream);
- Добавлены операции над ассоциативными массивами (Map)
- Появились ссылки на метод или конструктор
- Появились предикаты, функции, поставщики (Фабрики объектов), опциональные значения, конструктор компаратора.

## Java 9
На JavaOne 2011, Oracle обсудила возможности, которые возможно были бы выпущены к Java 9 в 2016. Java 9 должна была поддерживать улучшенную поддержку многогигабайтных куч, лучшую интеграцию нативного кода, изменённый стандартный сборщик мусора (G1 с «укороченным временем отзыва») и самонастраиваемая JVM.
В начале 2016 релиз Java 9 был отложен на март 2017, позже перенесён на июль 2017, а потом перенесён на сентябрь 2017, из-за спорного принятия проекта Jigsaw Исполнительный комитет Java, который заставил Oracle исправить некоторые проблемы безопасности и критические технические вопросы. В последние дни июня 2017, Исполнительный комитет Java выразил единогласное согласие за систему модулей.
Функции, добавленные в Java 9:
- JSR 376:[32] модульность в JDK (проект Jigsaw, система модулей в Java[англ.])[33][34][35]
- JEP 222: jshell[англ.]: консоль Java (Java REPL)[36][37]
- JEP 295: Ahead-of-Time компилятор Graal[англ.][38]
- JEP 268: XML Catalog[39]
- JEP 266: обновления библиотек многопоточности;[40] включение в Java проекта Reactive Streams[англ.],[41][42] включая класс Flow.[43]
- JEP 193: Variable Handles:[40] определение стандарта вызова эквивалентов различных операций java.util.concurrent.atomic и sun.misc.Unsafe.
- JEP 282: jlink (компоновщик Java):[44] создание инструмента, который может скомпоновать и оптимизировать комплект модулей с зависимостями в Runtime. Это позволяет создавать запускаемые файлы без дополнительных установок, даже JVM.

Первый RC Java 9 был выпущен 9 августа 2017. Первый стабильный релиз был 21 сентября 2017

### Обновления Java 9
| Релиз         | Дата релиза           | Примечания                                                           |
| ------------- | --------------------- | -------------------------------------------------------------------- |
| Java SE 9     | 21 сентября 2017 года | Первый релиз                                                         |
| Java SE 9.0.1 | 17 октября 2017 года  | Исправление 12 багов, переход на новую систему нумерации             |
| Java SE 9.0.4 | 16 января 2018 года   | Финальный релиз; патчи безопасности и исправление критических ошибок |

## Java 10
OpenJDK 10 вышла 20 марта 2018 года, было добавлено 12 новых функций. Среди них:
- JEP 286: Автоматическое выведение типа локальных переменных[50]
- JEP 317: Экспериментальный Java-based JIT компилятор.[51] Это адаптация динамического компилятора Graal для платформы Linux x64
- JEP 310: Обмен информацией о классах приложения[52]
- JEP 322: Смена стратегии версионирования Java[53]
- JEP 307: Полностью параллельная сборка мусора для G1[54]
- JEP 304: Интерфейс Garbage-collector[55]
- JEP 314: Расширение с дополнительные языковыми тегами Unicode[56]
- JEP 319: Установка хранилища CA по умолчанию[57]
- JEP 312: Thread-local handshakes[58]
- JEP 316: Возможность размещения Heap на альтернативных устройствах памяти[59]
- JEP 313: Удаление утилиты для генерации нативных заголовков – javah[60]
- JEP 296: Объединение репозиториев JDK в один общий репозиторий[61]

### Обновления Java 10
| Release        | Release date        | Highlights                                               |
| -------------- | ------------------- | -------------------------------------------------------- |
| Java SE 10     | 20 марта 2018 года  | Первый релиз                                             |
| Java SE 10.0.1 | 17 апреля 2018 года | Патчи безопасности и исправление 5 багов                 |
| Java SE 10.0.2 | 17 июля 2018 года   | Финальный релиз; патчи безопасности, исправление 7 багов |

## Java 11
OpenJDK 11 вышла 25 сентября 2018 года, было добавлено 17 новых функций. Среди них:
- JEP 181: Управление Nest-Based доступом[62]
- JEP 309: Динамические константы класса-файла[63]
- JEP 315: улучшение встроенных функций Aarch64[64]
- JEP 318: Epsilon: No-Op сборщик мусора[65]
- JEP 320: удаление модулей Java EE и CORBA[66]
- JEP 321: добавлен HTTP-клиент (стандартный)[67]
- JEP 323: синтаксис локальной переменной для лямбда-параметров[68]
- JEP 324: ключевое соглашение с Curve25519 и Curve448 [69]
- JEP 327: Unicode 10[70]
- JEP 328: Flight Recorder[71]
- JEP 329: криптографические алгоритмы ChaCha20 и Poly1305[72]
- JEP 330: Запуск однофайловых Source-Code программ[73]
- JEP 331: Low-Overhead Heap Profiling[74]
- JEP 332: безопасность транспортного уровня (TLS) 1.3[75]
- JEP 333: ZGC: экспериментальный сборщик мусора с масштабируемостью и Low-Latency[76]
- JEP 335: движок Nashorn JavaScript[77] объявлен устаревшим
- JEP 336: инструменты Pack200 и API[78]

### Обновления Java 11
| Release        | Release date                          | Highlights           |
| -------------- | ------------------------------------- | -------------------- |
| Java SE 11     | 28 июня 2018 года - 26 июля 2018 года | Рампдаун (в 2 фазах) |
| Java SE 11.0.1 | 16 августа 2018 года                  | Первый релиз         |
| Java SE 11.0.2 | 30 августа 2018 года                  | Финальный релиз      |